# Tàngara d'El Sira
La tàngara d'El Sira (Stilpnia phillipsi) és un ocell de la família dels tràupids (Thraupidae).

## Hàbitat i distribució
Habita la selva pluvial de l'est del Perú.